# Ландвасер (виадукт)
Виадуктът Ландвасер (на немски: Landwasser Viaduct) е единичен, извит, варовиков железопътен виадукт, пресичащ река Ландвасер между Шмитен и алпийското село Филизур, кантон Граубюнден, Швейцария.
Съоръжението е проектирано от Александър Акатос и построено в периода 1901-1902 г. от Müller & Zeerleder за железопътната линия на компания Ретише Бан, която го притежава и използва към настоящето. Виадуктът, включен в Списъка на световното културно и природно наследство на ЮНЕСКО, е с височина 65 m, дължина – 136 m, и една от рампите му излиза от тунела Ландвасер.

## Описание
Виадуктът Ландвасер има шест арки, разположени на ширина 20 метра (66 фута), разположени на пет високи колони. Железопътната линия в близост до виадукта има наклон от 2 процента и кръгова дъга с радиус от 100 метра (330 фута).
Югоизточната опора на виадукта се намира на висока скала, а трасето отвежда директно към тунела Ландвасер, чиято дължина е 216 метра.

## Местоположение
Виадуктът е част от железопътния път Албула между гара Тиефенкастел и Филизур, на 63 километра от гара Тузис.
От другата страна на тунела, отделната линия от Давос Плац се пресича с железопътната линия Албула, като и двете линии пристигат във Филизур. Малко преди достигането на точката на кръстопът, пътниците от линията Давос-Филизур могат да се насладят на гледката към виадукта от североизток.

## В популярната култура
Виадуктът се появява за кратко като мост, който е разрушен от слугите на Распутин в анимационния филм Принцеса Анастасия от 1997 г.

## Галерия
- Към Тиефенкастел.
- Ледниковият експрес, прекосяващ виадукта.
- Изглед от пътя.
- Изглед от североизток.
- С червено покритие при ремонт.